# Mèsia Segona
Mèsia Segona (Moesia Secunda) fou el nom que va agafar la Mèsia Inferior vers el 294 amb la reorganització de Dioclecià.
Vers el 250 es va abandonar la Dàcia i les dues Mèsies van quedar separades per una nova província (on es van establir els que van fugir de Dàcia) coneguda per Dàcia Aureliana; vers el 294 Dioclecià va reorganitzar l'administració i les dues Mèsies van passar a ser Mèsia Primera (Moesia Prima) a l'oest i Mèsia Segona (Moesia Secunda) a l'est.
La Mèsia Segona afrontava al nord amb el Danubi; a l'est amb la Dàcia Aureliana; al nord-est amb la nova província d'Escítia (segregada de la Mèsia); al sud-est amb la mar Negra; al sud -est amb la província d'Hemimonto; i al sud-oest amb la província de Tràcia.
Les principals ciutats eren Marcianòpolis, Odessus, Nicòpolis, Abrittus, Durostorum (Silistra), Transmarisca, Sexaginta Prista i Novae. La província disposava de nombroses fortaleses i d'una muralla entre Axiopolis i Tomi. A la província estaven aquarterades la Legio I Italica i la Legio XI Claudia i algunes unitats menors d'infanteria, cavalleria i marina fluvial.